# LV1 Radio Colón
LV1 Radio Colón (antes LT6 Broadcasting del Vino y LV1 Radio Graffigna) es una radioemisora privada de la provincia de San Juan y es la emisora privada más antigua de la Argentina. Nació el 5 de septiembre de 1930 y se emite actualmente en sus frecuencias de AM 560 y FM 106.3.

## Historia de LV1
Su historia, se remonta al año 1926, Benedicto Graffigna necesitaba comunicarse con sus propiedades en Pocito, 9 de julio, Tinogasta (Catamarca), entre otras. Enterado de que en Chile existía un radioteléfono que cubriría sus necesidades, enseguida lo compró. Así nació lo que sería la base de LV1 Radio Colón, la radio privada más antigua del país. De esta forma, Benedicto se convirtió en el primer locutor local, porque además de las comunicaciones comerciales, contaba los sucesos que ocurrían en la provincia y hacía que la gente que trabajaba en sus viñedos pudiera escuchar música.
La radio surgió con el nombre de "LT6 La Broadcasting del Vino", después pasó a ser "LV1 Radio Graffigna" y finalmente en 1943 y a raíz de la prohibición del gobierno de entonces de que las emisoras llevaran los nombres de sus dueños, Benedicto y sus hermanos Santiago, Alberto y Hugo, decidieron llamarla "Colón", como la marca de sus vinos. Un homenaje a su padre Santiago Graffigna Longinotti, quien llegó a América en 1870, embarcado en el barco llamado Cristóforo Colombus, con la idea de buscar un mejor futuro. En 1927, y decididos ya a iniciar su carrera radial, los Graffigna comenzaron a experimentar transmitiendo 2 o 3 horas por día, hasta que en 1930 el general Luis Dellepiane otorgó una concesión precaria a la Sociedad Anónima Santiago Graffigna Limitada, para que funcionara como emisora privada.

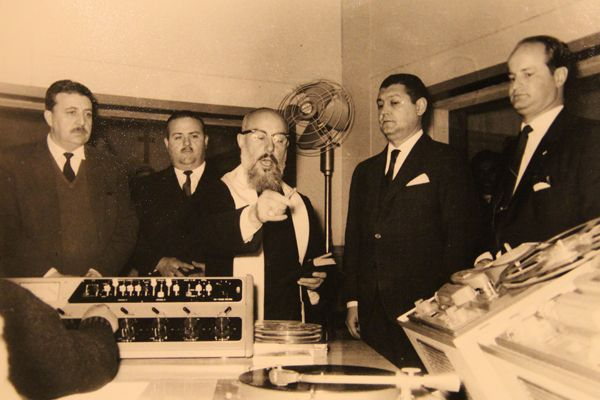
Monseñor Ildefonso Sansierra bendiciendo las instalaciones de LV1 Radio Colón.

El 5 de septiembre, el por entonces interventor de San Juan, Modestino Pizarro, aceptó estar presente en la inauguración, consciente de que éste sería quizás su último acto de gobierno antes del derrocamiento del presidente Hipólito Yrigoyen. De hecho, en sus primeras transmisiones, la radio informó la caída de Yrigoyen y la asunción del general José Félix Uriburu. La emisora comenzó a crecer de manera acelerada y así, en 1942, trasladó sus estudios a la calle Mendoza, donde estuvo hasta el 28 de abril de 2008, cuando estrenó nuevos estudios en calle Mitre, donde antes funcionaba Cine Center). En ese tiempo había sido inaugurado un sistema de antenas de origen alemán, en Monte Grande, Buenos Aires. Eran 9 antenas de 75 metros de longitud

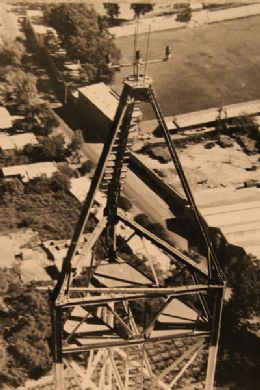
La antena de LV1 en el año 1942.

Allí fue descargada. Se trataba de una mole de 64 toneladas de hierro y 216 metros de altura. El 20 de diciembre de 1942, la antena fue inaugurada y la madrina fue Beatriz Graffigna, la última nieta que acababa de nacer el 16 del mismo mes.or.
Con los años, los discos de acetato fueron reemplazando a las orquestas.}Entre tantos artistas nacionales e internacionales que desfilaron por la radio estuvieron Pedro Vargas, Francisco Canaro, Palito Ortega, Sandro, Los Chalchaleros, Rafaella Carrá, Roberto Goyeneche, Franco Simone y Roberto Carlos. De hecho, la única vez que Carlos Gardel estuvo en San Juan fue registrada por Radio Colón.
- Datos: Q16587217